# Elek Fényes
Elek Fényes (također i Alexius Fényes) (Ciocalia, 7. srpnja 1807. – Újpest, 23. srpnja 1876.) je bio mađarski statističar i zemljopisac.
Rodio se u Ciocaliji, ondašnjem Csokaju, danas u rumunjskoj županiji Bihar 1807. godine, u doba dok je bila dijelom Kraljevine Ugarske.
1837. je postao članom mađarske akademije znanosti. 1848. je postao čelnikom statističkog odjela ugarskog ministarstva unutarnjih poslova za vrijeme mandata premijera Bertalana Szemerea.
Umro je u Budimpešti 1876. godine.